# Сент-Арроман (Верхние Пиренеи)
Сент-Аррома́н (фр. Saint-Arroman, окс. Sent Arroman) — коммуна во Франции, находится в регионе Юг — Пиренеи. Департамент — Верхние Пиренеи. Входит в состав кантона Барт-де-Нест. Округ коммуны — Баньер-де-Бигор.
Код INSEE коммуны — 65385.

## География
Коммуна расположена приблизительно в 670 км к югу от Парижа, в 105 км юго-западнее Тулузы, в 34 км к юго-востоку от Тарба.

## Климат
Климат умеренно-океанический с солнечной тёплой погодой и обильными осадками на протяжении практически всего года.

## Население
Население коммуны на 2010 год составляло 103 человека.
| 1962 | 1968 | 1975 | 1982 | 1990 | 1999 | 2010 |
| ---- | ---- | ---- | ---- | ---- | ---- | ---- |
| 123  | 114  | 108  | 93   | 107  | 107  | 103  |

## Администрация
| Период | Период | Фамилия       | Партия | Примечания |
| ------ | ------ | ------------- | ------ | ---------- |
| 2008   | 2014   | Серж Састр    |        |            |
| 2014   | 2020   | Валери Дюплан |        |            |

## Экономика
В 2010 году среди 55 человек трудоспособного возраста (15-64 лет) 39 были экономически активными, 16 — неактивными (показатель активности — 70,9 %, в 1999 году было 64,1 %). Из 39 активных жителей работали 35 человек (19 мужчин и 16 женщин), безработных было 4 (3 мужчин и 1 женщина). Среди 16 неактивных 4 человека были учениками или студентами, 11 — пенсионерами, 1 был неактивным по другим причинам.